# Premijer liga 2019-2020 (pallacanestro maschile)
La Premijer liga 2019-2020 è la 29ª edizione del massimo campionato croato di pallacanestro maschile.
Il 1º aprile 2020, in seguito alla pandemia causata dalla diffusione del virus COVID-19, la Federazione cestistica della Croazia ha deciso di cancellare la stagione senza assegnare il titolo di campione.

## Squadre

### Promozioni e retrocessioni
La stagione 2019-2020 della Liga è composta da 12 squadre della stagione precedente, oltre alla vincitrice della Premijer liga e alla vincitrice dei playoff della A1.
Squadre promosse dalla Premijer liga
- Dubrava
- Borik Puntamika

### Squadre partecipanti
| Squadra              | Città         | Palazzetto                                   |
| -------------------- | ------------- | -------------------------------------------- |
| Škrljevo             | Škrljevo      | Dvorana Mavrinci (720)                       |
| Alkar                | Signo         | Sportska dvorana Ivica Glavan Ićo (600)      |
| Borik Puntamika      | Zara          | Jazine Basketball Hall (3.000)               |
| Dubrava              | Zagabria      | Športska dvorana Dubrava (1.800)             |
| Cibona Zagabria      | Zagabria      | Dvorana Dražen Petrović (5.400)              |
| Gorica               | Velika Gorica | Dvorana srednjih škola Velika Gorica (1.000) |
| Hermes Analitica     | Zagabria      | Dvorana Dražen Petrović (5.400)              |
| Spalato              | Spalato       | Arena Gripe (3.500)                          |
| Građanski Šibenik    | Sebenico      | Sportska dvorana Baldekin (900)              |
| Vrijednosnice Osijek | Osijek        | Gradski vrt Hall (3.538)                     |
| Zabok                | Zabok         | Zabok Sports Hall (3.000)                    |
| Zara                 | Zara          | Dvorana Krešimira Ćosića (7.997)             |

## Risultati

### Stagione regolare
| Pos | Squadra              | G  | V  | P  | PF   | PS   | DP   | Pt |
| --- | -------------------- | -- | -- | -- | ---- | ---- | ---- | -- |
| 1   | Zara                 | 21 | 18 | 3  | 1929 | 1587 | +342 | 39 |
| 2   | Cibona Zagabria      | 21 | 17 | 4  | 2017 | 1553 | +464 | 38 |
| 3   | Spalato              | 21 | 15 | 6  | 1823 | 1645 | +178 | 36 |
| 4   | Gorica               | 21 | 15 | 6  | 1756 | 1585 | +171 | 36 |
| 5   | Građanski Šibenik    | 21 | 12 | 9  | 1689 | 1687 | +2   | 33 |
| 6   | Vrijednosnice Osijek | 21 | 11 | 10 | 1861 | 1889 | −28  | 32 |
| 7   | Zabok                | 21 | 9  | 12 | 1714 | 1646 | +68  | 30 |
| 8   | Alkar                | 21 | 8  | 13 | 1649 | 1824 | −175 | 29 |
| 9   | Borik Puntamika      | 21 | 7  | 14 | 1602 | 1704 | −102 | 28 |
| 10  | Škrljevo             | 21 | 7  | 14 | 1630 | 1819 | −189 | 28 |
| 11  | Dubrava              | 21 | 5  | 16 | 1618 | 1965 | −347 | 26 |
| 12  | Hermes Analitica     | 21 | 2  | 19 | 1548 | 1932 | −384 | 23 |